# Miho Yoshioka (regatista)
Miho Yoshioka (en japonés: 吉冈美帆, Yoshioka Miho, Fujisawa, 27 de agosto de 1990) es una deportista japonesa que compite en vela en la clase 470.
Participó en tres Juegos Olímpicos de Verano, obteniendo una medalla de plata en París 2024, en la clase 470 mixto (junto con Keiju Okada), el quinto lugar en Río de Janeiro 2016 y el séptimo en Tokio 2020, en la clase 470.
Ganó cuatro medallas en el Campeonato Mundial de 470 entre los años 2018 y 2024.

## Palmarés internacional
| \| Juegos Olímpicos \| Juegos Olímpicos \| Juegos Olímpicos \| Juegos Olímpicos \| \| Año \| Lugar \| Medalla \| Clase \| \| ------------------ \| ---------------------- \| ----------------- \| ---------------- \| \| 2024 \| París (Francia) \| Medalla de plata \| 470 mixto \| \| Campeonato Mundial \| \| \| \| \| Año \| Lugar \| Medalla \| Clase \| \| 2018 \| Aarhus (Dinamarca) \| Medalla de oro \| 470 \| \| 2019 \| Enoshima (Japón) \| Medalla de plata \| 470 \| \| 2023 \| La Haya (Países Bajos) \| Medalla de oro \| 470 mixto \| \| 2024 \| El Arenal (España) \| Medalla de bronce \| 470 mixto \| |                        |                   |           |
| Juegos Olímpicos |                        |                   |           |
| Año | Lugar                  | Medalla           | Clase     |
| 2024 | París (Francia)        | Medalla de plata  | 470 mixto |
| Campeonato Mundial |                        |                   |           |
| Año | Lugar                  | Medalla           | Clase     |
| 2018 | Aarhus (Dinamarca)     | Medalla de oro    | 470       |
| 2019 | Enoshima (Japón)       | Medalla de plata  | 470       |
| 2023 | La Haya (Países Bajos) | Medalla de oro    | 470 mixto |
| 2024 | El Arenal (España)     | Medalla de bronce | 470 mixto |